# Ернст Неизвестни
Ернст Йосифович Неизвестни (на руски: Эрнст Ио́сифович Неизве́стный) роден на 9 април 1925 г. в Екатеринбург, Уралска област, СССР, починал на 9 август 2016 г., Ню Йорк, САЩ е съветски и американски скулптор. Автор на паметника Маската на скръбта.

## Биография
Роден е в семейство на лекар-оториноларинголог Иосиф Моисеевич Неизвестни (1898, Оренбург – 1979, Свердловск) и поетесата Белла Абрамовна Дижур (1903 – 2006), по професия химик, автор на научнопопулярни книги за деца.
През август 1942 г. е призован в Червената армия и изпратен на обучение в Първо туркестанско картечно военно училище. След завършването на училището като младши лейтенант е изпратен в действащата армия във въздушно-десантните войски на 4-ти Украински фронт. През 1944 г. е в 5-а ударна армия. Почти в края на войната, на 22 април 1945 г., е тежко ранен в Австрия, обявен за мъртъв и награден посмъртно с Орден Червена звезда, който му е даден след 25 години. След раняването 3 години ходи с патерици, със счупен гръбначен стълб, бие си морфин и даже започва да заеква от болката.
През 1946 – 1947 г. се обучава в Латвийската академия по изкуствата, през 1947 – 1954 г. – в Московския художествен институт „В. И. Суриков“ и във философския факултет на Московския държавен университет.
През 1973 г. Неизвестни подава документи за емигриране в Израел. На 10 март 1976 г., след три години чакане, скулпторът напуска Съветския Союз и през Швейцария емигрира в САЩ (1977).

## Творчество
- Маската на скръбта
- „Пророкът“